# Restrepo – Die blutige Wahrheit des Krieges
Koordinaten: 34° 52′ 19″ N, 70° 54′ 44″ O
Restrepo – Die blutige Wahrheit des Krieges ist ein amerikanischer Dokumentarfilm über den Afghanistankrieg aus dem Jahr 2010. Darin begleiten der US-amerikanische Journalist Sebastian Junger und der britische Fotograf Tim Hetherington US-amerikanische Soldaten der 173. US-Luftlandebrigade als eingebettete Journalisten bei ihrem Einsatz auf dem Außenposten Restrepo im afghanischen Korengal-Tal.

## Handlung

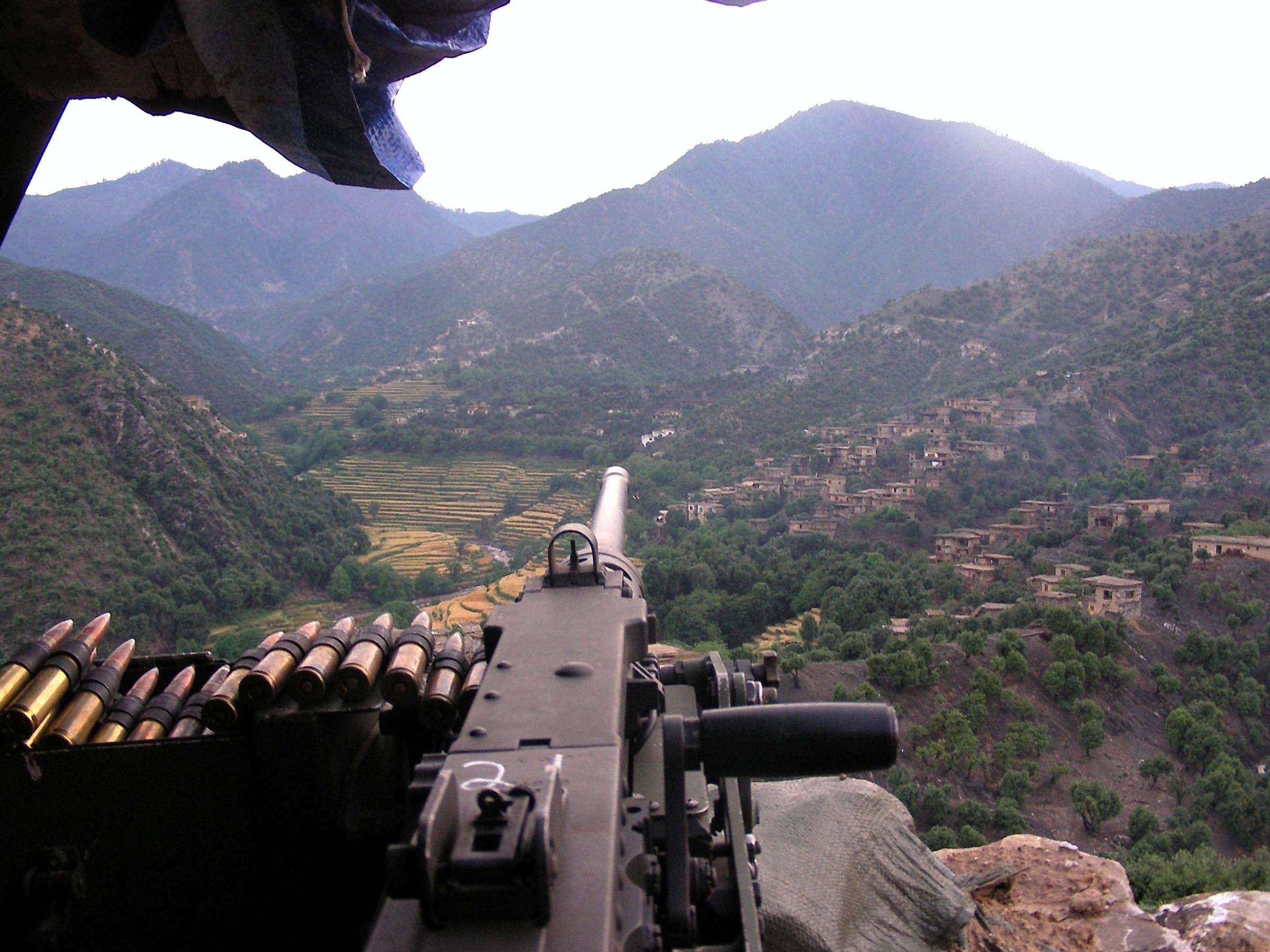
Ausblick auf das Korengaltal (authentische Aufnahme)

Restrepo ist ein nach dem in der Nähe gefallenen Soldaten Juan Restrepo benannter Außenposten der US-Armee im afghanischen Korengal-Tal, einer Hochburg der Taliban und Al-Qaida. Über ein Jahr hinweg begleiten die Regisseure Sebastian Junger und Tim Hetherington im Film ein Platoon von 15 Soldaten der 173. US-Luftlandebrigade bei ihrem Einsatz und zeigen dabei den durch Feuergefechte geprägten Alltag der Truppe. Es kommen weder Diplomaten noch Generäle zu Wort, der Zuschauer erfährt nur, was die Soldaten in diesem Jahr erleben und wie sie mit ihren Erlebnissen nach der Rückkehr von ihrem Einsatz zurechtkommen.

## Auszeichnungen
- Großen Preis der Jury beim Sundance Film Festival 2010[2]
- National Board of Review Award 2010 in der Kategorie Bestes Regiedebüt.
- Oscar-Nominierung 2010 in der Kategorie Bester Dokumentarfilm